# Eisenbahnunfall von Mahbubnagar
Bei dem Eisenbahnunfall von Mahbubnagar in Andhra Pradesh, Indien, am 2. September 1956 verunglückte ein Zug, weil eine Brücke einstürzte. 117 Menschen kamen dabei ums Leben.

## Ausgangslage
Der Zug Nr. 565 der Indischen Staatsbahn von Secunderabad nach Dronachalam (heute: Dhone) bestand aus einer Dampflokomotive, ihrem Schlepptender und neun Wagen. Er war auf einer Bahnstrecke in Meterspur der Central Railway unterwegs, die früher zur Nizam’s Guaranteed State Railway gehört hatte, und musste bei Mahbubnagar über die 1923 errichtete, etwa 7 m lange Stahl-Fachwerkbrücke Nr. 229 fahren, die einen Bach namens Pasani Kunta Vagu querte. Der Bach war durch heftigen Monsunregen stark angeschwollen, zu einem reißenden Strom geworden. Der Brückenanlage fehlten Flutgräben in ausreichendem Umfang, so dass das gesamte anfallende Wasser durch den einen zentralen Durchfluss abfließen musste. Bereits am 1. August 1956 hatte ein heftiger Monsunregen die Brücke beschädigt, die aber anschließend repariert worden war. Ein Brückenwärter, der aber mehrere Brücken zu beaufsichtigen hatte, kontrollierte die Brücke zweimal während der Nacht, ohne dass ihm etwas Besonderes aufgefallen war.

## Unfallhergang
In der Stunde unmittelbar vor dem Unfall waren mehr als 5 cm Regen niedergegangen. Das führte dazu, dass das Wasser mit Macht durch den Abfluss drückte, dabei die Schienenoberkante 20–30 Zentimeter überflutete, die Pfeiler der Brücke unterspülte und die Widerlager auf beiden Seiten beschädigte.
Als der Zug gegen 0:40 Uhr auf die Brücke auffuhr, gab sie nach und stürzte ein. Die Lokomotive und ihr Schlepptender kamen noch auf der gegenüberliegenden Böschung zu liegen. Die beiden folgenden Personenwagen der 3. Klasse mit je 70 Sitzplätzen, die zwischen der Masse des folgenden Zuges und der Lokomotive zertrümmert wurden, stürzten ins Wasser. Im ersten Wagen überlebte niemand. Die Strömung war so stark, dass eine Anzahl Leichen bis in einen mehrere Kilometer flussabwärts gelegenen Stausee gespült wurden. Der folgende dritte Wagen 1. und 2. Klasse wurde im vorderen Teil ebenfalls schwer beschädigt und ragte in absturzgefährdeter Stellung über den Fluss.

## Folgen
117 Menschen kamen ums Leben.
Der Untersuchungsbericht kam zu dem Schluss, dass die Eisenbahn Schuld an dem Unfall hatte: Zum einen sei es unangemessen gewesen, zwei gefährdete Brücken durch nur einen Mitarbeiter bewachen zu lassen, zum anderen wurde den verantwortlichen Ingenieuren die Schuld gegeben. Aufgrund des Einzugsgebiets des Baches, der unter der Brücke durchfloss, und der Höhe des möglichen Niederschlags während der Monsun-Zeit hätten hier zusätzliche Durchflüsse unter der Eisenbahnstrecke errichtet werden müssen.
Der damalige indische Eisenbahnminister, Lal Bahadur Shastri, der sich sofort an die Unfallstelle begab, wollte die politische Verantwortung für den Unfall übernehmen und bot dem Premierminister, Jawaharlal Nehru, seinen Rücktritt an. Diese lehnte aber ab. Erst als etwa drei Monate später der Eisenbahnunfall von Ariyalur geschah und Shastri erneut seinen Rücktritt anbot, wurde er angenommen.